# Karl Christoph Schmieder

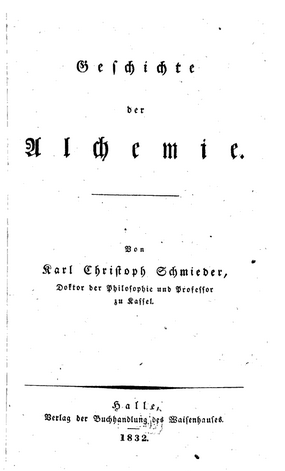
Geschichte der Alchemie, 1832

Karl Christoph Schmieder (* 5. Dezember 1778 in Eisleben; † 23. Oktober 1850 in Kassel) war ein deutscher Wissenschaftshistoriker, Gymnasialprofessor und Autor.
Karl Schmieder promovierte zum Doktor der Philosophie, habilitierte sich und wurde später auch zum Professor ernannt. Er war vor 1812 Lehrer an einer Schule in Berlin, danach Oberlehrer an der vereinigten Realschule in Halle.
Im Jahr 1812 zog Schmieder nach Kassel und wurde dort unter anderem Direktor der Bürgerschule und Schulinspektor von Kassel.
Wesentliche Bedeutung erwarb sich Karl Schmieder durch sein 1832 veröffentlichtes Hauptwerk "Geschichte der Alchemie", ein viel gelesener Klassiker zur Geschichte der Goldtransmutation. In dem Buch wird auch deutlich, dass er selbst an die Transmutation unedler in edle Metalle in der Alchemie glaubte. Schmieder schrieb auch zahlreiche Aufsätze und Bücher über Mineralogie und Numismatik, daneben auch literarische Arbeiten und Übersetzungen aus dem Altgriechischen. Außerdem befinden sich Beiträge von ihm in der Allgemeinen Encyclopädie der Wissenschaften und Künste von Ersch und Gruber.
Er gehörte den Freimaurerlogen Zu den drei Degen in Halle und Zur vollkommenen Eintracht und Freundschaft in Kassel an.

## Werke
- Topographische Mineralogie der Gegend um Halle in Sachsen, Halle 1797
- Veterum e mineralogia aphorismi, Halle 1799 (Disputation)
- Lehrbuch einer praktischen Elementar-Geometrie, Halle 1800
- Die Geognosie nach chemischen Grundsätzen dargestellt, Leipzig 1802
- Versuch einer Lithurgik oder ökonomische Mineralogie, Leipzig 1803–1804 (Band 1 bei Google Books, Band 2 bei Google Books)
- Das Gemeinnützige der Chemie, Freiberg 1804–1805 (Teil 1 bei Google Books, Teil 2 bei Google Books)
- Theophrasts Abhandlung von den Steinarten (Übersetzung), Freiberg 1807 (Google Books)
- Chäreas und Kallirrhoe oder Die Folgen der Eifersucht (Übersetzung), Leipzig 1807
- De affinitatibus chemicis, Halle 1809
- Ueber die Einrichtung höherer Bürgerschulen, Halle 1809
- Geschichte der Entstehung und neuern Einrichtung der Naturforschenden Gesellschaft in Halle, Halle 1809
- Drei Abhandlungen über die Substitute der Puzzolanerde, das scharfe und narkotische Prinzip, Halle 1810
- Handwörterbuch der gesammten Münzkunde, Halle und Berlin 1811 (Google Books)
- Nachtrag zu dem Handwörterbuch der gesammten Münzkunde für Münzliebhaber und Geschäftsleute, Halle und Berlin 1815 (Google Books)
- Frau Holle, ein hessisches Volksmährchen vom Meisnerberge, Kassel 1819
- Mythologie der Griechen und Römer für Freunde der schönen Künste, Kassel 1821 (Google Books)
- Allotrien zur Unterhaltung in Feierstunden, Berlin 1824
- Die Wasserdichtmachung der Zeuge und einiger anderen Körper, Kassel 1825
- Grundriß der Gewerb-Naturlehre oder technischen Physik, Kassel 1829 (Google Books)
- Geschichte der Alchemie; 1832 Halle, digital bei Google Books